# Neurotoca endorhoda
Neurotoca endorhoda är en fjärilsart som beskrevs av George Francis Hampson 1910. Neurotoca endorhoda ingår i släktet Neurotoca och familjen mätare. Inga underarter finns listade i Catalogue of Life.